# Темоэ
Темоэ (фр. Temoe) — небольшой атолл в архипелаге Гамбье. Входит в состав Французской Полинезии. Расположен в 50 км к юго-востоку от острова Мангарева.

## География
Остров Темоэ, расположенный в Тихом океане, находится в 50 км к юго-востоку от острова Мангарева и в 1700 км к юго-востоку от острова Матаива. Ближайший материк, Южная Америка, расположен в 5800 км.
Остров имеет коралловое происхождение и представляет собой атолл трапециовидной формы. Длина Темоэ составляет около 8 км, максимальная ширина — 4 км. Атолл состоит из многочисленных маленьких островков, или моту, большая часть которых сосредоточена в северной и южной частях Темоэ. Остров окружён окаймляющим рифом. В центре Темоэ находится обширная лагуна, площадь которой составляет около 12 км². На атолле отсутствуют какие-либо проливы, которые соединяли бы лагуну с океаническими водами. Площадь суши острова составляет 2,1 км². Высшая точка достигает всего 2 м.
В 25 км к юго-востоку от Темоэ находится подводный риф.

## История
Точное время заселения острова неизвестно, однако на Темоэ сохранились археологические находки полинезийского происхождения (среди них встречаются мараэ — полинезийские церемониальные площадки). Остров был предположительно открыт в 1686 году пиратом Эдвардом Дэвисом, однако документальных доказательств этого не сохранилось. В 1838 году после обращения в христианство всё население Темоэ переселилось на остров Мангарева. Первым европейцем, высадившимся на острове, стал британец Джеймс Уилсон, который назвал Темоэ «островом Полумесяца» (англ. Crescent Island).

## Население
В настоящее время Темоэ необитаем, хотя время от времени его посещают жители соседних островов, которые выращивают на острове кокосовые пальмы для производства копры.

## Административное деление
Административно входит в состав коммуны Гамбье.